# Derecho de acceso a la información
El derecho de acceso a la información se define como el derecho de una persona de buscar y recibir información en poder del gobierno y/o de las administraciones públicas, reconociendo esto como un derecho fundamental para el desarrollo pleno de una sociedad democrática.
Es una prerrogativa de todas las personas, sin importar edad, sexo, religión, condición social, orientación sexual, nacionalidad, etnia, discapacidad o alguna otra característica física, intelectual, profesional o patrimonial existente, y deberán ser informadas de la actuación del Estado.

## Antecedentes
El derecho de acceso a la información y su estudio encuentran su origen en la evolución del pensamiento de la humanidad. Para abordar el tema es fundamental referirse a los arcana imperii (Secretos del Imperio o del Estado), base del pensamiento en la época medieval.
Existen diferentes modelos que marcaron la evolución del pensamiento:
- Absolutista: en el que los intereses particulares de los individuos solo interesan si se alinean a los del Estado;
- Liberal: en el que aparece la tolerancia y el reconocimiento de libertades, ello debido a la separación del Estado y la religión;
- Republicano: da paso a una sociedad participativa donde no existen verdades de Estado y,
- Dialógico: basado en el diálogo que involucra a toda la sociedad, en el que la trasparencia del gobierno, la cultura política y la educación de la ciudadanía conforman los elementos de una sociedad democrática y justa.

## Aspectos generales
El derecho de acceso a la información pública es un componente del derecho fundamental a la libertad de expresión establecido en el Artículo 19 de la Declaración Universal de los Derechos Humanos (1948) que establece que el derecho fundamental a la libertad de expresión abarca la libertad de "buscar, recibir e impartir información e ideas a través de cualquier medio e independientemente de las fronteras". El acceso a la información pública y la libertad de información se reconocen como derechos humanos en los tres principales sistemas regionales de derechos humanos, es decir, dentro de las Américas, Europa y África, así como en los principales instrumentos internacionales.
El derecho de acceso a la información impone dos obligaciones a los organismos públicos. Primero, el deber ser proactivo, de hacer pública la información clave sobre las actividades de las autoridades y los gobiernos; segundo, la obligación reactiva de responder a las solicitudes de información de las personas, ya sea mediante la publicación de documentos públicos originales o copias de los documentos en posesión.
En los últimos 10 años, el derecho a la información y el acceso a la información pública ha sido reconocido en un número creciente de países y se han adoptado varias leyes de acceso a la información en todo el mundo, incluidos los países en desarrollo. Si en 1990 solo 13 países tenían una ley nacional de libertad de información, en 2015 existían 100 de esas leyes en todo el mundo.
En 2015, la Conferencia General de la UNESCO votó para designar el 28 de septiembre como "Día Internacional para el Acceso Universal a la Información" o, como se lo conoce más comúnmente, Día de Acceso a la Información. La fecha se había celebrado anteriormente como "Día del Derecho a Saber" desde 2002.

### Responsabilidad, participación, eficiencia
La Organización de los Estados Americanos (OEA) se ha referido al acceso a la información pública como un derecho humano fundamental, instrumento básico para la participación ciudadana en un sistema democrático, que fortalece la rendición de cuentas y la confianza en las instituciones públicas: 
La Oficina del Relator Especial para la Libertad de Expresión se ha abocado a una tarea permanente por garantizar y ampliar el acceso a la información en las Américas, en el entendido de que su implementación efectiva constituye la piedra angular para la consolidación del derecho a la libertad de expresión y ofrece un marco para el establecimiento de políticas de transparencia, necesarias para fortalecer a las democracias. 
La transparencia política mejorada a través del derecho de acceso a la información pública conlleva una serie de beneficios fundamentales para las sociedades democráticas. Primero, el acceso a la información pública mejora la responsabilidad pública, ya que contribuye a hacer que los gobiernos y los funcionarios públicos sean más responsables de sus acciones y decisiones. En segundo lugar, el derecho a saber aumenta la participación de las personas, ya que pone a disposición información que puede ayudar a los ciudadanos a tomar decisiones más efectivas sobre asuntos que afectan directamente sus vidas y a participar con opiniones informadas en debates públicos y en el proceso de toma de decisiones. En tercer lugar, el acceso a la información pública contribuye a la eficiencia de la toma de decisiones, ya que la divulgación alienta a las instituciones públicas a gestionar y organizar mejor la información y puede ayudar a mejorar la comunicación entre los organismos públicos.
Además, el acceso a la información sirve a otros objetivos sociales. Por ejemplo, el acceso a los registros médicos puede ayudar a las personas a tomar mejores decisiones sobre el tratamiento médico, la planificación financiera y similares. También es una herramienta valiosa para la investigación tanto periodística como de organizaciones de la sociedad civil. Finalmente, el acceso a la información puede facilitar prácticas comerciales efectivas, ya que parte de la información en poder de los organismos públicos relacionados con cuestiones económicas puede ser útil para las empresas y, por lo tanto, puede contribuir a aumentar la eficacia del sector.

## Estándares internacionales
A nivel nacional, el acceso a la información pública está regulado por las leyes de libertad de información. Además de la legislación nacional, los principios y estándares para el acceso a la información pública se establecen en varias declaraciones y tratados internacionales que han reconocido con autoridad la naturaleza fundamental y legal del derecho a la libertad de información junto con la necesidad de legislaciones efectivas que garanticen la respeto de ese derecho en la práctica. Dichas leyes y normas internacionales incluyen:
- Normas y declaraciones de la sociedad civil: estos incluyen los Diez Principios sobre el Derecho a Saber de la Iniciativa de Justicia (2005); el derecho del público a saber: Principios sobre la legislación sobre libertad de información en virtud del artículo 19 (1999); la Declaración de Atlanta y el Plan de acción para el avance del derecho de acceso a la información (2008); la Declaración de Budapest sobre el derecho de acceso a la información (2008); la Carta de Transparencia para Instituciones Financieras Internacionales: Reclamando nuestro derecho a saber por la Iniciativa de Transparencia Global (2006); la Declaración sobre la apertura parlamentaria (2012);
- Tratados internacionales: estos incluyen el Convenio del Consejo de Europa sobre Acceso a Documentos (2009) y el Convenio de Aarhus sobre Acceso a la Información, Participación Pública y Acceso a la Justicia en Asuntos Ambientales (1999);
- Principios y recomendaciones intergubernamentales: estos incluyen los Principios sobre el derecho de acceso a la información por parte de la Organización de los Estados Americanos (2000); la Recomendación 2002 (2) del Consejo de Europa sobre acceso a documentos oficiales (2002); la Declaración de Principios sobre la Libertad de Expresión en África de la Comisión Africana de Derechos Humanos y de los Pueblos (2002); la Declaración de Maputo de la UNESCO sobre el fomento de la libertad de expresión, el acceso a la información y el empoderamiento de las personas (2008); la Declaración de la UNESCO sobre la libertad de información de Brisbane; la Declaración de Dakar sobre los medios y el buen gobierno (2005);
- Informes anuales del Relator Especial de las Naciones Unidas sobre Libertad de Opinión y Expresión: el Relator Especial de la ONU ha abordado el tema de la libertad de información en sus informes anuales desde 1997. Después de eso, la Comisión de Derechos Humanos hizo suyos los comentarios del Relator Especial y le pidió que profundizara más sobre el derecho a buscar y recibir información. Como consecuencia, el Relator Especial de la ONU amplió significativamente su comentario sobre la libertad de información en sus informes anuales de 2000.[3]

## Principios rectores
La organización no gubernamental Artículo 19 ha publicado un conjunto de principios llamados "El derecho del público a saber: Principios de la legislación sobre libertad de información" que describe las mejores prácticas y normas sobre legislación de libertad de información basadas en leyes internacionales y regionales, así como en prácticas y legislaciones nacionales en evolución. Dichos principios, que están diseñados principalmente para las leyes nacionales, también son aplicables a organismos intergubernamentales como las Naciones Unidas y la Unión Europea.
Principio 1: divulgación máxima
El principio de máxima divulgación establece la presunción de que toda la información en poder de los organismos públicos debe estar cubierta por el alcance de las leyes de acceso a la información. Esta presunción solo acepta circunstancias limitadas para excepciones. Este principio incorpora la lógica muy básica que sustenta el concepto de libertad de información. Implica que las autoridades públicas que buscan negar el acceso a la información pública tienen la obligación de justificar su negativa. El principio de máxima divulgación establece una definición amplia de "organismos públicos" que están sujetos al deber de divulgar información. Una interpretación tan amplia incluye todas las ramas del gobierno, p. gobiernos locales, organismos electos, industrias nacionalizadas y corporaciones públicas, organismos judiciales y también organismos privados que desempeñan funciones públicas. El Principio 1 exige que la ley establezca normas mínimas sobre el mantenimiento y la preservación de documentos por parte de organismos públicos.
Principio 2: obligación de publicar
Este principio implica la obligación de los organismos públicos de responder a las solicitudes de acceso a la información y de publicar y difundir documentos de interés público. Se pueden aceptar pocos límites razonables basados, por ejemplo, en recursos y capacidad. Como mínimo, las autoridades públicas deben hacer públicos los siguientes tipos de información:
- información operativa sobre el funcionamiento de los organismos públicos, incluidos objetivos, resultados y costos;
- información sobre cualquier solicitud o queja que las personas puedan tomar en relación con un determinado organismo público;
- información sobre cómo los miembros del público pueden aportar su contribución al proceso de formulación de políticas;
- los tipos y formatos de información en poder de los organismos públicos;
- información sobre decisiones y políticas que afectan al público, junto con información de antecedentes sobre esas decisiones y la evidencia que condujo a su formulación.[10]

Principio 3: promoción del gobierno abierto
Este principio llama a los gobiernos a promover activamente una cultura de apertura para mejorar el respeto del derecho a la información. Esto es importante ya que las experiencias en diferentes países han demostrado que las autoridades públicas pueden socavar la aplicación de incluso las legislaciones más progresistas. Por lo tanto, las leyes nacionales deben asignar recursos adecuados para la promoción de una cultura de gobierno abierto, mediante códigos internos sobre acceso y apertura, programas educativos, cobertura de medios y campañas de comunicación. Dichas actividades también deberían tener como objetivo contrastar la cultura del secreto oficial dentro del gobierno, por ejemplo a través de capacitaciones para funcionarios públicos. En 2011 se adoptó un paso importante en esta dirección con el establecimiento de una nueva alianza global de países democráticos comprometidos con la promoción de la transparencia, la rendición de cuentas y la participación bajo la etiqueta Alianza para el Gobierno Abierto.
Principio 4: alcance limitado de excepciones
Las excepciones a la divulgación deben basarse en excepciones definidas clara y estrechamente. Las autoridades públicas deben demostrar que una negativa a proporcionar la información requerida ha pasado una prueba para evaluar si la divulgación de una información dada amenaza con causar un daño sustancial a un objetivo legítimo y si el daño es mayor que el interés público en tener la información . Las decisiones de no divulgación deben tomarse caso por caso. Las leyes nacionales deben proporcionar una lista exhaustiva de las razones legítimas que pueden justificar la no divulgación. Dicha lista debe definirse de manera limitada e incluir solo intereses altamente relevantes a proteger, como la aplicación de la ley, la privacidad, la seguridad nacional, la confidencialidad comercial y de otro tipo, la seguridad pública o individual y la integridad del proceso de toma de decisiones. Sin embargo, incluso si se puede demostrar que la divulgación causaría un daño sustancial a un interés legítimo, la información debería divulgarse cuando los beneficios de la divulgación prevalezcan sobre el daño. En otras palabras, el daño al interés legítimo debe compararse con el interés público de tener una determinada información a disposición del público.
Principio 5: Procesos para facilitar el acceso
De acuerdo con este principio, las solicitudes de información pública deben procesarse de manera rápida y justa y una revisión independiente de cualquier rechazo debe ponerse a disposición del solicitante. Además, los organismos públicos están llamados a establecer sistemas abiertos y accesibles para implementar las leyes de libertad de información y garantizar así el derecho del público a recibir la información requerida. Además, la ley debería establecer un derecho individual para apelar ante un organismo independiente ante cualquier negativa de un organismo público a divulgar información. Todos los miembros del público deben estar en condiciones de acceder a los procedimientos de apelación sin incurrir en costos indebidos y procedimientos complicados.
Principio 6: Costos
Este principio establece que los costos de acceso a la información pública no deberían ser tan altos como para disuadir a los solicitantes de realizar la solicitud. En todo el mundo existen diferentes regímenes de costos, que incluyen, por ejemplo, sistemas de tarifas fijas para cada solicitud y tarifas graduadas según el costo real de recuperar y reproducir la información y/o los documentos solicitados.
Principio 7: reuniones abiertas
La libertad de información comprende el derecho del público a saber cómo se comporta el gobierno en nombre de las personas y a participar en la toma de decisiones. Por lo tanto, la ley de libertad de información debe incorporar la presunción de que todas las reuniones relevantes de los órganos rectores, es decir, las que participan en la toma de decisiones, deben estar abiertas al público. Las reuniones pueden estar cerradas, pero solo cuando existen buenas razones para el cierre. Tales razones deben explicarse claramente y el cierre debe cumplir con los procedimientos establecidos.
Principio 8: la divulgación tiene prioridad
Otras leyes relacionadas con la información pública deben ser consistentes con el principio de máxima divulgación y los otros principios que sustentan la libertad de información. En particular, el régimen de excepciones debe definirse claramente en la legislación sobre libertad de información; las extensiones del régimen de excepciones no deberían estar permitidas por otras leyes.
Principio 9: Protección para denunciantes
Los denunciantes de irregularidades, es decir, las personas que ponen a disposición del público información sobre las irregularidades del gobierno, incluida, por ejemplo, la corrupción, la deshonestidad, la mala administración, las amenazas graves para la salud, la seguridad o el medio ambiente, etc., deben protegerse de cualquier tipo de sanciones legales, administrativas o de otro tipo. En este contexto, el interés público se refiere a situaciones en las que el beneficio de la divulgación prevalece sobre el daño, sin importar cómo se haya realizado la divulgación. Esto se aplica en particular cuando existen razones excepcionalmente serias para divulgar cierta información, como una amenaza grave para la salud o la seguridad pública, o cuando existe una fuerte evidencia de que se ocultarán o destruirán las irregularidades.

## Situación por país

### Argentina
Constitución de la Nación Argentina (1994)
Garantiza el principio de publicidad de los actos de Gobierno y el derecho de acceso a la información pública a través del artículo 1º, de los artículos 33, 41, 42 y concordantes del Capítulo Segundo —que establece nuevos Derechos y Garantías— y del artículo 75 inciso 22, que incorpora con jerarquía constitucional diversos Tratados Internacionales.
Establece un conjunto de deberes, prohibiciones e incompatibilidades aplicables, sin excepción, a todas las personas que se desempeñen en la función pública en todos sus niveles y jerarquías, en forma permanente o transitoria, por elección popular, designación directa, por concurso o por cualquier otro medio legal, extendiéndose su aplicación a todos los magistrados, funcionarios y empleados del Estado.
Capítulos: Deberes y pautas de comportamiento ético – Régimen de Declaraciones Juradas – Antecedentes – Incompatibilidades y conflictos de intereses – Régimen de obsequios a funcionarios públicos – Prevención sumaria – Comisión Nacional de Ética Pública – Reformas al Código Penal – Publicidad y Divulgación – Vigencia y Disposiciones Transitorias
El artículo más relevante de esta ley menciona:
"Art. 2.º e) Fundar sus actos y mostrar la mayor transparencia en las decisiones adoptadas sin restringir información, a menos que una norma o el interés público claramente lo exijan
Art. 2.º f) …Abstenerse de utilizar información adquirida en el cumplimiento de sus funciones para realizar actividades no relacionadas con sus tareas oficiales o de permitir su uso en beneficio de intereses privados"
Decreto 1172  - Acceso a la Información Pública (2003)
A través de este decreto se aprueba los siguientes reglamentos:* “Reglamento General de Audiencias Públicas para el Poder Ejecutivo Nacional”
- “Reglamento General para la Publicidad de la Gestión de Intereses en el ámbito del Poder Ejecutivo Nacional”
- “Reglamento General para la Elaboración Participativa de Normas”
- “Reglamento General del Acceso a la Información Pública para el Poder Ejecutivo Nacional”
- “Reglamento General de Reuniones Abiertas de los Entes Reguladores de los Servicios Públicos”A su vez, respecto a la publicación del Boletín Oficial de la República Argentina se determina su acceso libre y gratuito vía Internet a la edición diaria en su totalidad exactamente fiel en texto y tiempo a la que se publica en papel con todas las Secciones y Anexos correspondientes[14]

Ley 27.275  - Derecho de Acceso a la Información Pública (2016)
Con esta ley se apunta a garantizar el efectivo ejercicio del derecho de acceso a la información pública, promover la participación ciudadana y la transparencia de la gestión pública. Contempla la posibilidad de buscar, acceder, solicitar, recibir, copiar, analizar, reprocesar, reutilizar y redistribuir libremente la información bajo custodia de los sujetos obligados con las únicas limitaciones y excepciones que se establece en la norma.
Capítulos: Régimen general - Excepciones - Solicitud de información y vías de reclamo - Agencia de Acceso a la Información Pública - Responsables de acceso a la información pública - Transparencia activa -Disposiciones de aplicación transitoria
En esta ley se establece el concepto de "Información pública" referido a todo tipo de dato contenido en documentos de cualquier formato que los sujetos obligados generen, obtengan, transformen, controlen o custodien independientemente de su forma, origen, fecha de creación o carácter oficial
Adicionalmente regula las formas de solicitar la información, plazos y vías de reclamo fundados en el principio de transparencia activa por el cual "los sujetos obligados deberán facilitar la búsqueda y el acceso a la información publicada a través de su página oficial de la red informática, de una manera clara, estructurada y entendible para los interesados y procurando remover toda barrera que obstaculice o dificulte su reutilización por parte de terceros."

### Estados Unidos
En los Estados Unidos, los actos posteriores al 11-S tales como la Patriot Act, en beneficio de la seguridad, han dado lugar a restricciones en el acceso a ciertos tipos de información, así como un aumento de los intentos del gobierno en la vigilancia de la información privada del individuo, tales como los registros de la biblioteca. Los bibliotecarios siempre han abogado por el acceso libre y gratuito a la información gubernamental. Grupos como la American Library Association, la Asociación Americana de Bibliotecas de Derecho han abogado por el libre acceso a la información. Igualmente es un tema central para gremios de periodistas y organizaciones defensoras de la democracia.

### España
La Constitución española de 1978 recoge el acceso de los ciudadanos a los archivos y registros administrativos.
Para regular este acceso, en el año 2013 se aprobó la Ley de transparencia, acceso a la información pública y buen gobierno. Esta ley crea el Consejo de Transparencia y Buen Gobierno, organismo público independiente que tiene entre sus funciones salvaguardar el ejercicio del derecho de acceso a la información pública. Aunque, Madrid, la capital del país, ha llevado a cabo otras medidas adicionales a los principios comunes que establece la Ley de Transparencia.
Además, numerosas organizaciones no gubernamentales tienen como misión luchar por la transparencia pública. Existe la Coalición Pro Acceso que nuclea a un conjunto de organizaciones cívicas con este propósito. En esta línea, la organización Access Info Europe, con sede en Madrid pero con proyección europea, es una de las que lidera los esfuerzos por fortalecer el ejercicio del derecho a la información de los ciudadanos con numerosas iniciativas y programas.[cita requerida]

### Guatemala
En Guatemala el derecho al acceso a la información pública se reconoce en el artículo 30 de la Constitución de Guatemala, sobre la publicidad de los actos administrativos. El derecho de las personas de conocer a sus datos personales que se encuentren en posesión de la administración pública, se aborda en el articulo 31. El 23 de septiembre de 2008 el Congreso de la República de Guatemala aprobó la Ley de Acceso a la Información Pública, Decreto Número 57-2008.

### México
La normatividad que regula en México desde el año 2003 ha sufrido diversas modificaciones con el objetivo de garantizar el derecho de acceso a la información de una manera amplia y a la vez de fácil acceso a la sociedad, ya que se rige bajo principios como el de máxima publicidad y gratuidad.
La ley que regula el derecho a la información se denomina Ley General de Transparencia y Acceso a la Información Pública3 , se deriva del Art. 6° de la Constitución Política de los Estados Unidos Mexicanos, y se crea como modelo en tanto los estados modifican su normatividad local para garantizar el acceso a la información.
Una propuesta regional está representada por la Ley Modelo sobre Acceso a la Información emanada de la OEA, los jefes de estado y gobernadores se reunieron en Nuevo León, México, para declararse a favor del acceso a la información, afirmaron que deberían “contar con los marcos jurídicos y normativos… para garantizar a nuestros ciudadanos el derecho al acceso a la información.”
En dicha ley se prevé la creación de la Unidad de Acceso a la Información Pública (AIP) como órgano desconcentrado de la AGESIC (organismo que lidera la estrategia de implementación de Gobierno Electrónico y depende de Presidencia) y de control. El mismo es el encargado principalmente de promover el ejercicio del derecho de acceso a la información y coordinar la implementación de políticas en la materia. Su página web es www.uaip.gub.uy.
Acceder a la información que posee y produce el Estado es un derecho colectivo, según lo establece la Ley N° 18.381 de Derecho de Acceso a la Información Pública. Esta información debe estar al alcance de todas las personas para fortalecer la transparencia y la rendición de cuentas.
El Marco Normativo vigente en México se encuentra conformado por:
- Constitución Política de los Estados Unidos Mexicanos.
- Ley Federal de Transparencia y Acceso a la Información Pública.
- Ley General de Transparencia y Acceso a la Información Pública.
- Ley Federal de Protección de Datos Personales en Posesión de los Particulares.

Además de la normatividad mencionada, cada Entidad Federativa así como la Ciudad de México, cuentan con su normatividad local en la materia y en el ámbito Federal la autoridad encargada de dar seguimiento y vigilar el cumplimiento del Estado es el Instituto Nacional de Transparencia, Acceso a la Información y Protección de Datos Personales.
En términos de la Reforma Constitucional en materia de Transparencia publicada en el Diario Oficial de la Federación el 7 de febrero de 2014, las autoridades en la materia se denominan organismos garantes de las entidades federativas.
En cuestión de funcionalidad y congruencia, aún existen varias incongruencias en cuanto a la relación que existen entre las leyes que abordan el tema de la protección de datos personales y el acceso a la información. Según Sigrid Arzt, "una Ley General se deja a las entidades federativas y a los municipios, en el ámbito de su competencia, la regulación secundaria y con ello –tal como sucede en la actualidad– podrían existir serias disparidades en materia de transparencia". La doctora Sigrid,  a partir de octubre del 2009 es Comisionada del Instituto Federal de Acceso de Información y Protección de Datos (IFAI) y teniendo este puesto a su cargo, la doctora, menciona que siguen haciendo falta muchas regulaciones y congruencias en el marco regulatorio para que no se violen y se cumplan todos los derechos de las personas.

### Perú
El derecho está amparado en la Constitución y su ley de 2002.

### Uruguay
En Uruguay el derecho al acceso a la información pública se entiende inmerso en al artículo 72 de la Constitución de la República, existen además, la Ley N.º 18.381 de Derecho de Acceso a la Información Pública de fecha 17 de octubre de 2008 y su Decreto Reglamentario 232/010 del 2 de agosto de 2010. La ley de Uruguay toma conceptos de los estándares internacionales y regionales de derechos humanos, apuntando a la transparencia, rendición de cuentas y el debate público informado.  
Recientemente, Amnistía Internacional Uruguay publicó el informe 15 años de la Ley de Acceso a la Información Pública. Lecciones aprendidas desde la Sociedad Civil. El informe presenta avances y desafíos para la ley. 

### España
- Ley 19/2013, de 9 de diciembre, de transparencia, acceso a la información pública y buen gobierno
- Consejo de Transparencia y Buen Gobierno

- Datos: Q5803441